# Mikrocephali
Mikrocephali (synonymer: mikrocefali, mikroencephali. engelsk: microencephaly) er en sjælden neurologisk udviklingsdefekt, hvor hovedet, specielt kraniehvælvingen, er mindre end normalt. Da kraniets størrelse afhænger af hjernens udvikling, er den underliggende grund langt oftest en abnormal lille hjerne (mikroencephali). Af denne grund benyttes mikrocephali og mikroencephali oftest som synonymer.
Den underudviklede hjerne vil oftest have bibeholdt en ufuldstændig og mangelfuld form, på grund af forstyrrelser i den neurale migration og differention. Der kan forekomme forstyrrelser i dannelsen af gyrus og dannelsen af det klassiske seks laget neocortex. Hjernestørrelsen kan være så lav som 25 % af normalen. Oftest vil især frontallappens vækst være kraftigt reduceret og cerebellum (lillehjernen) vil virke relativt stor i sammenligning med resten af hjernen.
Mikroencefali kan være medfødt eller det kan udvikle sig i de første par år af barnets liv. Såfremt kraniets størrelse er reduceret ved fødslen er der tale om primær mikrocephali, modsat sekundær mikrocephali som først manifesteres efter fødslen.
Størrelsen af hovedet skal være mere end to standardafvigelser ({\displaystyle \sigma _{X}}) under den gennemsnitlige hovedstørrelse for personens alder og køn.[kilde mangler]
Grunden til mikrocephali kan være genetisk betinget eller skyldes infektioner og påvirkninger fra medikamenter under graviditeten. I over halvdelen af tilfældene er mikrocephali forbundet med mental retardering. I almindelighed er den forventede levealder for personer med mikroencefali nedsat, og prognosen for at opnå normal hjernefunktion er dårlig. Prognosen varierer afhængigt af tilstedeværelsen af andre forbundne abnormiteter.

## Etymologi
På både dansk og engelsk benyttes mikroencephali og mikrocephali oftest som synonymer. Rent etymologisk er der dog en skildring mellem mikroencephali og mikrocephali.
Mikrocephali betyder ”lille hoved”, hvor i mod mikroencephali betyder ”lille hjerne”. Det latinske ord mikro betyder lille (oftest anatomisk betydning i medicinske sammenhænge) og stammer fra det græske ord mikros, lille. Det latinske ord cephalicus stammer fra det græske ord for hoved, kephale. Hvorimod encephal (gr. ἐγκέφαλος) betyder i hovedet. dvs. som gælder el. har sammenhæng med hjernen (syn. cebralt).
Da kraniets størrelse afhænger af hjernens udvikling er mikroencefali (lille hjerne) sædvanligvis underforstået, når man taler om mikrocefali (lille hoved) og de to forskellige ord anvendes derfor i almindelighed synonymt. Det skal fremhæves at en lille hjerne (lille hoved) ikke behøver på nogen måde at være forbundet med mentalt nedsatte evner. Ordet mikroencefali dækker kun det forhold, hvor det lille hoved er forårsaget af sygdom eller skade. Hvis det formindskede hoved ved fødslen skyldes for tidlig lukning af suturene i kraniekassen benævnes tilstanden craniosynostosis (syn: craniostenosis).
I forbindelse med opdagelsen af den ny menneskerace/menneskeart Homo floresiensis drøftedes, hvorvidt der virkelig var tale om en ny race/art eller de fundne skeletter/personer, havde lidelsen mikroencefali. Årsagen til debatten skyldes de meget små hoveder som de fundne skeletter havde (de pågældende mennesker var tillige meget små, cirka kun halv størrelse af gennemsnitshøjden for en voksen nordeuropæisk mand). Efter undersøgelser af den ny races/arts kranier konkluderedes, at de små hoveder ikke skyldtes sygdom, men at hovederne var normalt udviklede og at de fundne skeletter derfor var en ny race/art.

## Årsager
Årsagerne til mikroencephali kan opdeles i genetiske og udefrakommende påvirkninger under graviditeten.

### Genetiske årsager
Der er ved mikroencephali fundet gener som ved manglende udtryk, enten på grund af at de direkte mangler eller er beskadiget, kan være årsag til mikroencephali. Sådanne enkelt-gen-defekter (single-gene defects) både nedarves autosomalt recessivt, autosomalt dominant og x-bundet.
Microcephalin (MCPH1), MCPH2, CDK5RAP2, MCPH4, ASPM or CENPJ er gener kendt for at forårsage primær mikroencephali[kilde mangler]. Ligeledes kan kromosomfejl resultere i mikroencephali. Relationer mellem duplikation af kromosomer og autisme og makrocephali er fundet. Ligesom relationer mellem deletioner af kromosomer og schizofreni og mikrocephali er vist.

### Teratogene påvirkninger
Udefrakommende påvirkninger af fosteret under graviditeten er også forbundet med en øget risiko for mikrocephali. Disse kan være infektionssygdomme, kemiske påvirkninger som alkohol, narkotika og lægemidler, eller fysiske påvirkninger som bestråling. Listen nedenfor viser udefrakommende påvirkninger som er forbundet med en øget prævalens af mikrocephali. Det er værd at nævne, at udsættelse for disse påvirkninger ikke nødvendigvis medfører mikrocephali.

Infektionssygdomme
- Toxoplasmose[9]
- Herpes simplex virus[9]
- Human immunodeficiency virus-1 (HIV-1)[4]
- Cytomegalovirus (CMV)[9]
- Skoldkopper (Varicella zoster)[kilde mangler]
- Rødehunde (Rubella)[kilde mangler]
- Zikavirus

Andre sygdomme eller tilstande hos moderen under graviditeten
- Anoreksi i tredje semester[2]
- Sukkersyge (Diabetes mellitus)[kilde mangler]

Kemiske påvirkninger
- Alkohol[4]
- Kokain[9]
- Warfarin[9]

Fysiske påvirkninger
- Ioniserende stråling, heriblandt Røntgenstråling, i de tidlige udviklings faser for fosteret.[9][2]

Efter nedkastningen i slutningen af 2. verdenskrig af atombomber over de japanske byer Hiroshima og Nagasaki, fødte flere kvinder, som var gravide på tidspunktet, tæt på nedkastningstedet børn med mikroencefali.
For kvinder, der befandt sig mindre end 1,2 km fra nedkastningsstedet i Hiroshima, og som var 11-17 uger henne i svangerskabet, var hyppigheden for mikroencefali så stor som 7 ud af 11. Årsagen til børnenes skade var den væsentligt forøgede radioaktive stråling som fostrene og deres mødre blev udsat for ved sprængningen af little boy. Mikrocephali er den eneste beviste misdannelse, der er fundet i børn født i de to bomberamte japanske byer.

## Sygdommens udvikling
Nyfødte med mikrocephali kan være født med normal hovedstørrelse, eller med formindsket hovedstørrelse. Der tales om primær mikrocephali såfremt barnet er født formindsket hovedstørrelse og sekundær mikrocephali såftremt væksten af hovedet stopper eller aftager efter fødslen. Ansigtet fortsætter med at udvikle sig på normal vis efter fødslen. Barnet får således et lille hoved med et stort ansigt og en vigende pande, og en løs, ofte rynket hovedbund. Efterhånden som barnet bliver ældre, så bliver den beskedne størrelse af kraniet mere tydelig, også selv om hele kroppen ofte også er væksthæmmet og undervægtig.[kilde mangler] Udviklingen af barnets motoriske færdigheder og tale kan være forsinket. Hyperaktivitet og mental retardering er almindeligt forekommende, men graden af varierende. Kramper kan også forekomme. Den nedsatte motoriske færdighed varierer.

## Prognose
Der er ingen specifik behandling for mikroencefali. Behandlingen er derfor symptomatisk Arkiveret 22. februar 2015 hos  Wayback Machine og understøttende.

## Kendte personer
Personer med mikroencefali optrådte til tider i cirkus i Nordamerika og Europa i det 19. og tidlige 20. århundrede, hvor de til tider gik under navnet »pinheads« (nålehoveder). Mange af dem blev præsenteret som forskellige arter (f.eks "abemænd") og beskrevet som værende »the missing link« i udviklingshistorien (fra abe til menneske). Det var også almindeligt at de blev præsenteret som de sidste overlevende Azteker (Aztekerne forskønnede/deformerede deres børns hoveder ved indsnøring, således at de fik lave pander.
Berømte personer, der ofte er forbundet med mikroencefali:
- Schlitzie – en cirkusartist best kendt for hans rolle i filmen Freaks fra 1932 instrueret af Tod Browning me Harry Earles i hovedrollen.[13]
- Beetlejuice – et medlem af Howard Sterns ”Wack Pack”
- Zip the Pinhead – (Cirkus-/“freak show”-artist William Henry Johnson) er normalt forbundet med mikrocephali, selvom han muligvis ikke har lidt af sygdommen.<ref name="Pinhead"/
- Triboulet – Hofnar for Ludvig 12. og Frans 1. af Frankrig. Han medvirker i Victor Hugos Le roi s'amuse og dens opera version, Rigoletto, af Giuseppe Verdi.

## Yderligere klassifikationer og diagnosekoder
- OMIM: 251200
- DiseasesDB: 22629
- MedlinePlus: 003272
- MeSH: D008831

## Andre sygdomme med relation til hovedstørrelse
- Lissencephaly (agyria)
- Patchygyria
- Polymikrogyria
- Hydrocephali
- Makrocephali
- Seckel syndrom
- Anencephali